# 十二月廿三
腊月廿三，农历腊月第二十三天。

## 出生
- 乾隆三十四年，王得祿出生於台灣諸羅縣。

## 节假日和习俗
祭灶節：夏历腊月二十三祭拜灶神。民间有“腊月二十三，灶爷上了天”的歌谣。是日晚上约八点左右，户户提前备灶书(用黄表纸书写全家人的姓名、生年月日)、灶糖(麦芽糖和豆糖之类)、灶干粮(烙饼)、灶马(黄表纸上印有备鞍的马)，并备一碟碎麦草，拌几粒豆子，均供于灶神牌位之前焚烧，意示送灶爷上天庭。民间传说灶爷为一家之主，腊月二十三上天汇报，腊月三十日晚回府，祭灶是祈求灶爷“上天言好事，回宫降吉祥。”过了腊月二十三，已接近春节，家家户户购置年货，制作食品菜肴，拆洗衣服，打扫房屋，准备过大年。

## 其他内容
- 十斋日

## 参看
- 日历
- 腊月廿一 - 腊月廿二 - 腊月廿三 - 腊月廿四 - 腊月廿五
- 十一月廿三 - 腊月廿三 - 正月廿三
- 正月 - 二月 - 三月 - 四月 - 五月 - 六月 - 七月 - 八月 - 九月 - 十月 - 十一月 - 腊月
- 公历12月23日